# Sainte-Suzanne (Réunion)
Sainte-Suzanne is een gemeente in Réunion en telt 18137 inwoners (2005). De oppervlakte bedraagt 58,84 km², de bevolkingsdichtheid is 314 inwoners per km².

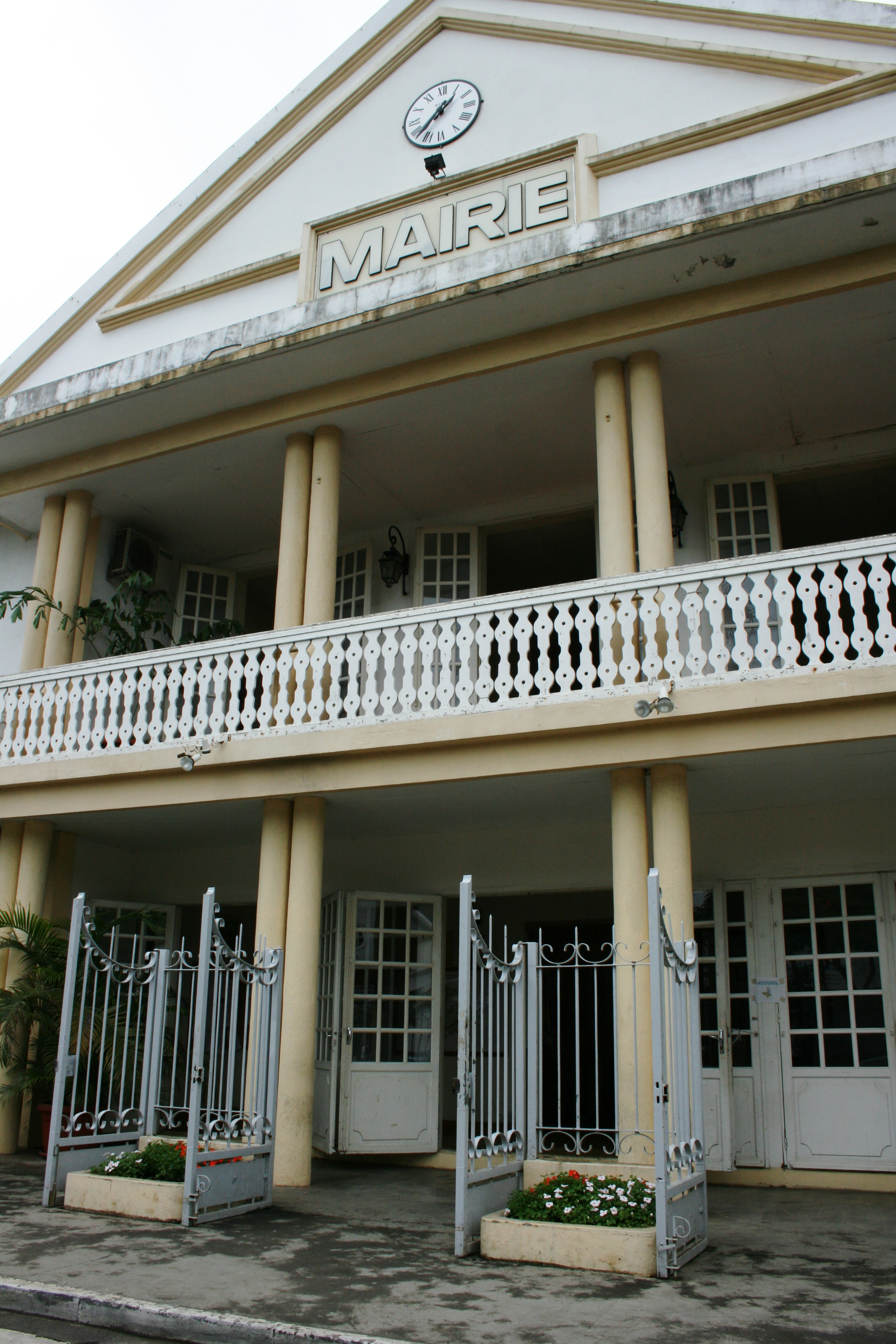
Gemeentehuis
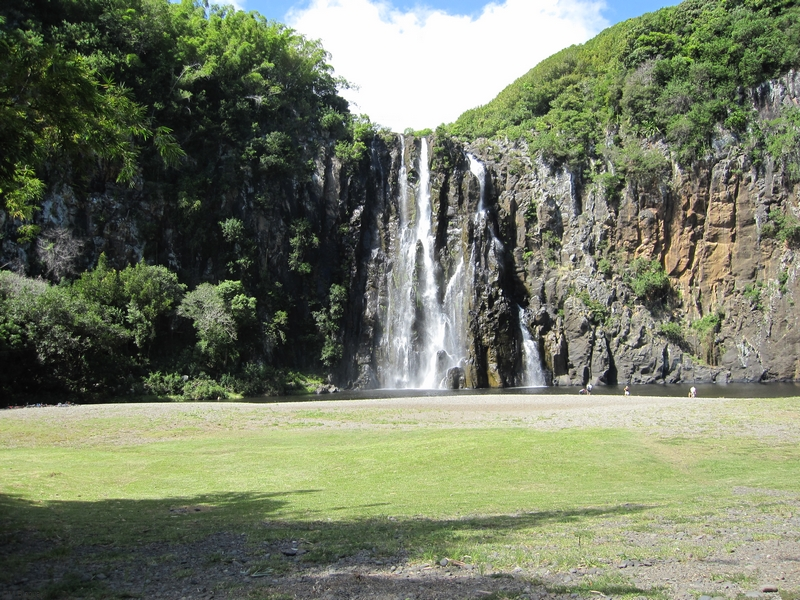
Niagarawaterval in Sainte-Suzanne
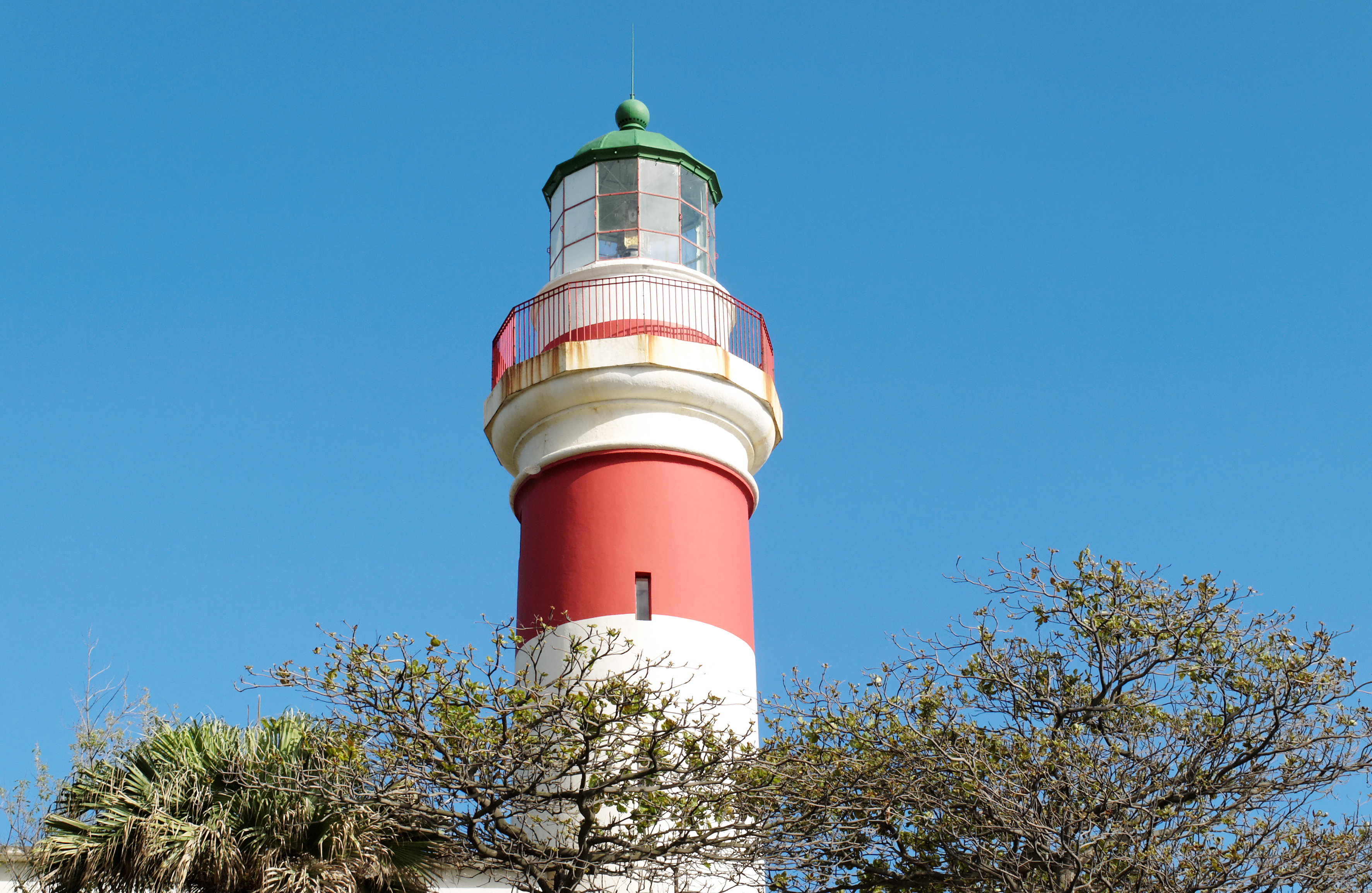
Vuurtoren van Sainte-Suzanne